# Idaea totarubra
Idaea totarubra är en fjärilsart som beskrevs av Lambert-Joseph-Louis Lambillion 1905. Idaea totarubra ingår i släktet Idaea och familjen mätare. Inga underarter finns listade i Catalogue of Life.